# Льодовик Тофте
Льодовик Тофте — льодовик безпосередньо на південь від бухти Саннефіорд на західній стороні острова Петра I. Виявлений у 1927 році норвезькою експедицією Odd I і названий по імені керівника експедиції.